# Xu Lijia
Xu Lijia (Chinees: 徐莉佳) (Shanghai, 30 augustus 1987) is een Chinese zeilster die uitkomt in de Laser Radial klasse. Ze nam tweemaal deel aan de Olympische Spelen.
In 2008 won ze in die klasse brons op de Olympische Spelen van Peking. In 2012 behaalde ze goud op de Olympische Spelen van Londen en hield ze de Nederlandse Marit Bouwmeester (zilver) en de Belgische Evi Van Acker (brons) achter zich.
2008: Anna Tunnicliffe ·
2012: Xu Lijia ·
2016: Marit Bouwmeester ·
2020: Anne-Marie Rindom ·
2024: Marit Bouwmeester
- Library of Congress Control Number: no2016035341
- Virtual International Authority File: 233145911119727060686
- WorldCat: E39PBJqbrr6hCmmYwDgmwmKyBP